# Parque das Ruínas
O Centro Cultural Municipal Parque Glória Maria, anteriormente chamado de Centro Cultural Municipal Parque das Ruínas é um parque público e centro cultural localizado no bairro de Santa Teresa, na cidade do Rio de Janeiro, no Brasil. Localiza-se nas ruínas do prédio que foi a casa da grande mecenas da Belle Époque carioca, a socialite Laurinda Santos Lobo. Conhecida como "a marechala da elegância", ela costumava reunir intelectuais e artistas nas dependências do palacete, hoje um projeto premiado dos arquitetos Ernani Freire e Sonia Lopes, que manteve a estrutura das ruínas agregando contemporaneidade à casa durante os trabalhos de renovação. As ruínas do antigo palacete passaram por um processo de restauro e impermeabilização minucioso.
O espaço apresenta programação cultural variada. O local apresenta uma vista panorâmica para a Baía de Guanabara, de um lado, e para o Centro da cidade, do outro lado. Com a cidade aos seus pés, o mirante é um bom local para se entender a geografia da cidade, do alto do bairro de Santa Teresa.

## História

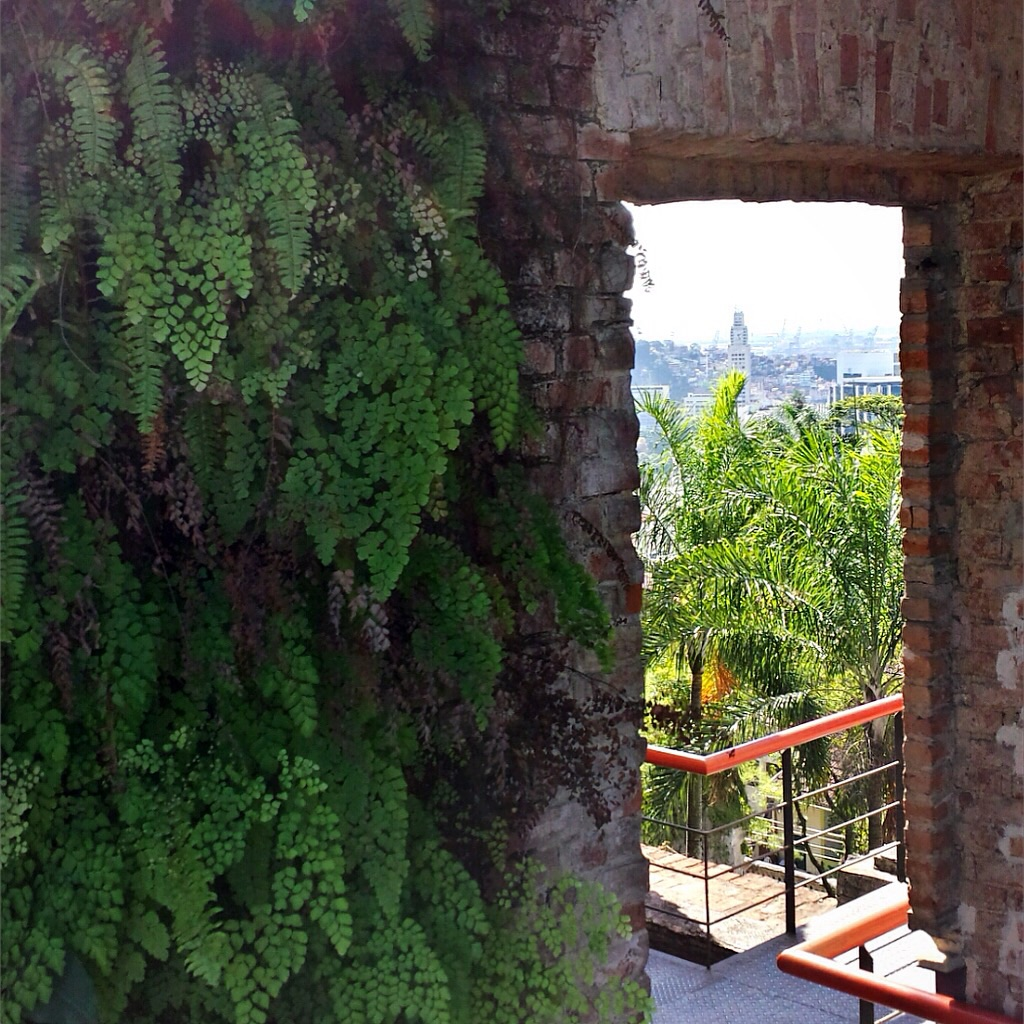
Parede do Parque das Ruínas, decorada com avencas. Ao fundo, a Estação Central do Brasil.

O Parque e as ruínas são os resquícios do Palacete Murtinho Nobre, erguido entre 1898 e 1902. Local de residência de Laurinda Santos Lobo, dama da sociedade e herdeira da Companhia Matte Larangeira. Laurinda pertencia à família dos Murtinho, uma rica e poderosa família que se dividia entre Rio de Janeiro e Paris. Laurinda nasceu em 1878 na cidade de Cuiabá. Exercia atividades de mecenato, e chegou a presidir o conselho da Federação Brasileira pelo Progresso Feminino. Em sua homenagem, Villa-Lobos compôs a peça Quattour - impressões da vida mundana.
Seu casarão foi, durante a década de 1920, o ponto de encontro do modernismo no Rio de janeiro, e um dos pontos mais frequentados da vida cultural carioca durante as duas próximas décadas, sendo um local de festas que reuniam famosos e figuras proeminentes da época, como Villa-Lobos, Tarsila do Amaral e a bailarina Isadora Duncan, até a morte da anfitriã. Laurinda morreu em 16 de julho de 1946, e não deixou filhos. Em seu testamento, deixou a casa para o Instituto Hahnemanniano do Brasil, sediado na Capital Federal; contudo, a sociedade homeopática não chegou a tomar posse do bem e teria mesmo sido irresponsável em relação à manutenção do palacete.
O local foi abandonado e invadido, saqueado e ocupado por pessoas em situação de rua. Há relatos de que as maçanetas, feitas de ouro, foram apropriadas nesse período, assim como um valioso piano. Houve lamentável negligência por parte da numerosa parentela de Laurinda—os Murtinho e os Santos Lobo—que nada fizeram, durante décadas, para proteger o palacete construído pelo então Ministro Joaquim Murtinho—tio de Laurinda—do abandono e dilapidação.
Quase meio século mais tarde, já em 1993, o governo do estado do Rio de Janeiro tombou o que sobrava da propriedade e, em 1997, foi inaugurado, no local, o Parque das Ruínas. As ruínas apresentam, hoje, um estilo que mistura tijolos aparentes, combinados com estruturas metálicas e estruturas em vidro.
No dia 20 de julho de 2023, o espaço foi renomeado para Parque Glória Maria, em homenagem a jornalista falecida em fevereiro do mesmo ano.

## Estrutura e Eventos

Vista da Baía de Guanabara a partir do Parque das Ruínas

Durante os trabalhos de restauro do palacete, foram recolhidos fragmentos originais da mansão, os quais foram colocados em redomas, criando, assim, um acervo arqueológico permanente do parque. O projeto do local, realizado por Ernani Freire e Sonia Lopes, foi premiado pelo IAB (Instituto dos Arquitetos do Brasil).
O parque possui sala de exposições, auditório para 100 pessoas, um palco de 88 metros quadrados, e cafeteria. Nas áreas ao ar livre, há shows e outras programações especiais. Além de oferecer programação cultural, o Parque das Ruínas é um mirante da cidade do Rio de Janeiro: de lá, é possível se ver o Centro, o Pão de Açúcar, parte da orla e os Arcos da Lapa.